# Ricky Glenn
Ricky Lee Glenn (Marshalltown, Iowa; 12 de abril de 1989) es un artista marcial mixto estadounidense. Fue Campeón de Peso Pluma de la Professional Fighters League (antes conocida como World Series of Fighting (WSOF)) y Campeón de Peso Pluma de Midwest Cage Fight. Glenn compite en la división de peso pluma de Ultimate Fighting Championship (UFC).

## Primeros años
Glenn nació en Marshalltown, Iowa, una pequeña e idílica ciudad del Medio Oeste de Estados Unidos. De espíritu aventurero, se interesó por el ciclismo BMX, pero el interés por la lucha pesó más que el ciclismo desde que era joven. Hizo un año de lucha libre en el instituto de Marshalltown y empezó a entrenar boxeo a los catorce años. Le gustaba tanto el deporte de combate que, cuando su gimnasio de boxeo local cerró, viajaba una hora y media en cada viaje a otro gimnasio para practicar el boxeo. Más tarde pasó a entrenar MMA en el sótano de un amigo y a cambiar al garaje de su tío.

Vengo de la nada, como mucha gente. Hay muchas drogas en mi lugar de origen, mucha pobreza.... Me llevó un tiempo, pero aquí estoy.........quería vivir el sueño americano.

Cuando Glenn tenía diecisiete años, siendo aún estudiante de secundaria y con un año de lucha libre, algo de experiencia en boxeo y habilidades autodidactas en MMA, le pidieron que luchara con poca antelación para una promoción local. Todavía con su uniforme de trabajo, Glenn salió temprano de su trabajo en un turno local de Staples en Marshalltown, y se apresuró a llegar al local, a tiempo para hacer algunos estiramientos, y entró en la jaula 5 minutos después, ganando su primer combate.

Esta victoria marcó el inicio de su carrera en las MMA: "Era un tipo duro, pero le hice un buen corte. Estaba sorprendido, es decir, estaba luchando por mi vida ahí dentro. Estaba luchando contra hombres adultos cuando estaba en el instituto, y esa primera victoria lo significó todo".
Después de la escuela secundaria, Glenn se trasladó a Cedar Rapids y asistió a una universidad comunitaria, especializándose en fisioterapia. Se unió a un gimnasio de MMA bajo la dirección de Duke Roufus, donde su compañero de entrenamiento era Erik Kock y Ben Askren.
Glenn disputó 17 combates amateurs en un corto periodo de tiempo con un récord de 15-1-1 y pasó a luchar 21 veces profesionalmente, perdiendo sólo 3 combates, y el 97% de sus victorias han sido por nocaut, la sumisión o el TKO antes de firmar por la UFC. Se trasladó a Milwaukee y dejó su empleo en Costco para formarse a tiempo completo.

## Carrera de artes marciales mixtas

### Carrera temprana
Glenn luchó la mayoría de las peleas en el medio oeste regional de Estados Unidos. Fue el campeón de peso pluma de la Serie Mundial de Lucha (WSOF) y el campeón de peso pluma de Midwest Cage Fight. Glenn acumuló un récord de 18-3-1 antes de fichar por la UFC. En sus últimos 17 combates, la única derrota de Glenn fue ante el Campeón de Peso Pluma de WSOF, Lance Palmer, y obtuvo notables victorias sobre Johnny Case y Georgi Karakhanyan.

### Ultimate Fighting Championship
Glenn hizo su debut en la promoción el 17 de septiembre de 2016 en UFC Fight Night: Poirier vs. Johnson contra Evan Dunham en Texas. Subió al peso ligero para este combate en sustitución del lesionado Abel Trujillo con 12 días de antelación. Fue superado por Dunham por decisión unánime y este debut fallido rompió una racha de tres combates ganados desde que perdió su título de la WSOF ante Lance Palmer en 2014.

Se enfrentó a Phillipe Nover fue el 11 de febrero de 2017 en UFC 208. Ganó el combate por decisión dividida.
Glenn se enfrentó a Gavin Tucker el 9 de octubre de 2017 en UFC 215. Ganó el combate por decisión unánime. Tucker sufrió cuatro huesos rotos en la cara durante la paliza unilateral que le propinó Glenn y muchos criticaron al árbitro, Kyle Cardinal, por no detener el combate.
Glenn se enfrentó a Myles Jury el 30 de diciembre de 2017 en UFC 219. Perdió el combate por decisión unánime.
Glenn se enfrentó a Dennis Bermudez el 14 de julio de 2018 en UFC Fight Night: dos Santos vs. Ivanov. Ganó el combate por decisión dividida.
Glenn estaba programado para enfrentarse a Arnold Allen el 30 de noviembre de 2018 en The Ultimate Fighter 28 Finale. Sin embargo, Allen se retiró de la pelea el 16 de noviembre citando un corte que recibió mientras entrenaba, y fue reemplazado por Kevin Aguilar. En el pesaje, Glenn pesó 148.5 libras, 2.5 libras por encima del límite de la pelea de peso pluma sin título de 146. Se le impuso una multa del 20% de su bolsa, que fue a parar a manos de su oponente Kevin Aguilar. El combate continuó en el peso de acordado. Perdió el combate por decisión unánime.

#### Subido al peso ligero
Glenn estaba programado para enfrentarse a Carlton Minus el 19 de diciembre de 2020 en UFC Fight Night: Thompson vs. Neal. Sin embargo, durante la semana del combate, se anunció que Glenn tenía que ser retirado del combate.
Glenn se enfrentó a Joaquim Silva el 19 de junio de 2021 en UFC on ESPN: The Korean Zombie vs. Ige. He won the bout via knockout just 37 seconds into the first round. El combate marcó el último de su contrato vigente, y posteriormente firmó un nuevo contrato de cuatro combates con la UFC.
Glenn se enfrentó a Grant Dawson, en sustitución del lesionado Carlos Diego Ferreira, el 23 de octubre de 2021 en UFC Fight Night: Costa vs. Vettori. El combate terminó con un empate mayoritario.

## Vida personal
El apodo de Glenn, "The Gladiator", se lo dio su tío por su comportamiento de instinto asesino dentro del ring de boxeo.
Glenn y su esposa Jenny tienen un hijo, Jaxson (nacido en 2021).

## Campeonatos y logros
- World Series of Fighting
  - Campeón de Peso Pluma de WSOF (una vez; ex)

- Midwest Cage Fight
  - Campeón de Peso Pluma de Midwest Cage Fight (una vez; ex)

## Récord en artes marciales mixtas
| Resultado | Récord | Oponente           | Método                                    | Evento                                     | Fecha                    | Ronda | Tiempo | Localización                | Notas                                                              |
| --------- | ------ | ------------------ | ----------------------------------------- | ------------------------------------------ | ------------------------ | ----- | ------ | --------------------------- | ------------------------------------------------------------------ |
| Empate    | 22-6-2 | Grant Dawson       | Empate (mayoritario)                      | UFC Fight Night: Costa vs. Vettori         | 23 de octubre de 2021    | 3     | 5:00   | Las Vegas, Nevada           |                                                                    |
| Victoria  | 22-6-1 | Joaquim Silva      | KO (puñetazos)                            | UFC on ESPN: The Korean Zombie vs. Ige     | 19 de junio de 2021      | 1     | 0:37   | Las Vegas, Nevada           | Regreso al peso ligero.                                            |
| Derrota   | 21-6-1 | Kevin Aguilar      | Decisión (unánime)                        | The Ultimate Fighter: Heavy Hitters Finale | 30 de noviembre de 2018  | 3     | 5:00   | Las Vegas, Nevada           | Combate de peso acordado (148.5 libras); Glenn no alcanzó el peso. |
| Victoria  | 21-5-1 | Dennis Bermudez    | Decisión (dividida)                       | UFC Fight Night: dos Santos vs. Ivanov     | 14 de julio de 2018      | 3     | 5:00   | Boise, Idaho                |                                                                    |
| Derrota   | 20-5-1 | Myles Jury         | Decisión (unánime)                        | UFC 219                                    | 30 de diciembre de 2017  | 3     | 5:00   | Las Vegas, Nevada           |                                                                    |
| Victoria  | 20-4-1 | Gavin Tucker       | Decisión (unánime)                        | UFC 215                                    | 9 de septiembre de 2017  | 3     | 5:00   | Edmonton, Alberta           |                                                                    |
| Victoria  | 19-4-1 | Phillipe Nover     | Decisión (dividida)                       | UFC 208                                    | 11 de febrero de 2017    | 3     | 5:00   | Brooklyn, Nueva York        |                                                                    |
| Derrota   | 18-4-1 | Evan Dunham        | Decisión (unánime)                        | UFC Fight Night: Poirier vs. Johnson       | 17 de septiembre de 2016 | 3     | 5:00   | Hidalgo, Texas              | Combate de peso ligero. Pelea de la Noche.                         |
| Victoria  | 18-3-1 | Ramiro Hernandez   | Decisión (dividida)                       | Victory Fighting Championship 51           | 24 de junio de 2016      | 3     | 5:00   | Urbandale, Iowa             |                                                                    |
| Victoria  | 17-3-1 | Chris Manuel       | TKO (puñetazos al cuerpo)                 | Pure Fighting Championship 3               | 19 de marzo de 2016      | 3     | 2:03   | Milwaukee, Wisconsin        |                                                                    |
| Victoria  | 16-3-1 | Adam Ward          | KO (puñetazos)                            | WSOF 24                                    | 17 de octubre de 2015    | 2     | 1:27   | Mashantucket, Connecticut   |                                                                    |
| Derrota   | 15-3-1 | Lance Palmer       | Sumisión (estrangulamiento por detrás)    | WSOF 16                                    | 13 de diciembre de 2014  | 3     | 3:09   | Sacramento, California      | Perdió el Campeonato de Peso Pluma de WSOF.                        |
| Victoria  | 15-2-1 | Georgi Karakhanyan | TKO (retiro)                              | WSOF 10                                    | 21 de junio de 2014      | 2     | 5:00   | Las Vegas, Nevada           | Ganó el Campeonato de Peso Pluma de WSOF.                          |
| Victoria  | 14-2-1 | Artur Rofi         | Decisión (unánime)                        | WSOF 5                                     | 14 de septiembre de 2013 | 3     | 5:00   | Atlantic City, Nueva Jersey |                                                                    |
| Victoria  | 13-2-1 | Alexandre Pimentel | KO (puñetazos)                            | WSOF 2                                     | 23 de marzo de 2013      | 3     | 1:51   | Atlantic City, Nueva Jersey |                                                                    |
| Victoria  | 12-2-1 | Lyndon Whitlock    | TKO (rodillazos al cuerpo puñetazos)      | Score Fighting Series 6                    | 19 de octubre de 2012    | 3     | 2:34   | Sarnia, Ontario             |                                                                    |
| Victoria  | 11-2-1 | Tristan Johnson    | TKO (puñetazos)                           | Score Fighting Series 5                    | 25 de agosto de 2012     | 2     | 4:26   | Hamilton, Ontario           |                                                                    |
| Victoria  | 10-2-1 | Charon Spain       | TKO (codazo y puñetazos)                  | North American FC: Colosseum               | 4 de mayo de 2012        | 2     | 0:29   | Milwaukee, Wisconsin        |                                                                    |
| Victoria  | 9-2-1  | Jose Pacheco       | Decisión (unánime)                        | North American FC: Unleashed               | 18 de noviembre de 2011  | 3     | 5:00   | Milwaukee, Wisconsin        |                                                                    |
| Victoria  | 8-2-1  | Gustavo Rodriguez  | TKO (puñetazos)                           | KOTC: Interference                         | 8 de octubre de 2011     | 2     | 1:46   | Lac du Flambeau, Wisconsin  |                                                                    |
| Empate    | 7-2-1  | Ryan Roberts       | Empate                                    | Midwest Cage Fight 35                      | 5 de agosto de 2011      | 5     | 5:00   | Des Moines, Iowa            |                                                                    |
| Victoria  | 7-2    | Josh Henry         | Sumisión (estrangulamiento por triángulo) | Midwest Cage Fight 32                      | 5 de marzo de 2011       | 1     | 3:41   | Des Moines, Iowa            |                                                                    |
| Victoria  | 6-2    | Josh Henry         | Sumisión (barra de brazo)                 | Midwest Cage Fight 31                      | 15 de enero de 2011      | 1     | 0:32   | Des Moines, Iowa            |                                                                    |
| Victoria  | 5-2    | Johnny Case        | TKO (puñetazos)                           | Midwest Cage Fight 29                      | 22 de octubre de 2010    | 1     | 4:07   | Des Moines, Iowa            |                                                                    |
| Victoria  | 4-2    | Colby Karadios     | TKO (puñetazos)                           | Midwest Cage Fight 27                      | 11 de junio de 2010      | 1     | 2:49   | Des Moines, Iowa            |                                                                    |
| Victoria  | 3-2    | Lonnie Scriven     | Decisión (dividida)                       | Midwest Cage Fight 25                      | 13 de marzo de 2010      | 3     | 5:00   | Des Moines, Iowa            |                                                                    |
| Victoria  | 3-1    | Joe Morris         | Sumisión (estrangulamiento por triángulo) | Midwest Cage Fight 24                      | 24 de enero de 2010      | 1     | 4:57   | Des Moines, Iowa            |                                                                    |
| Derrota   | 2-1    | Jimmy Seipel       | Sumisión (barra de brazo)                 | Victory FC 28                              | 24 de julio de 2009      | 1     | 2:31   | Council Bluffs, Iowa        |                                                                    |
| Victoria  | 2-0    | Ted Reynolds       | TKO (puñetazos)                           | War Party Cage Fighting 4                  | 11 de noviembre de 2006  | 1     | 1:56   | Marshalltown, Iowa          |                                                                    |
| Victoria  | 1-0    | Bob Morgan         | TKO (sumisión a puñetazos)                | War Party Cage Fighting 3                  | 29 de julio de 2006      | 2     | 2:25   | Marshalltown, Iowa          |                                                                    |